# Hephaestus jenkinsi
Hephaestus jenkinsi är en fiskart som först beskrevs av Whitley, 1945.  Hephaestus jenkinsi ingår i släktet Hephaestus och familjen Terapontidae. Inga underarter finns listade i Catalogue of Life.